# Olinda
Olinda (nastalo od portugalske sintagme Oh! Linda!, što znači "Oh! Lijepa!") je grad u brazilskoj državi Pernambuco, na sjeveroistočnoj obali Atlantskog oceana. Sjeverno od Olinde se nalazi Paulista, a južno Recife. Grad ima najočuvaniji duh kolonijalnog vremena zahvaljujući mnogim znamenitostima kao što je povijesno središte u kojemu se održava slavni Olinda festival koji je poput drugih brazilskih festivala ulična zabava sa stotinama glazbenih skupina i mnogim plesovima afričkih korijena. Za razliku od festivala u Rio de Janeiru i Salvadoru, Olindski festival je besplatan.
Budući kako je lijep primjer očuvane baštine kolonijalne barokne arhitekture, Olinda je upisana na UNESCO-ov popis mjesta svjetske baštine u Amerikama 1982. godine kao "grad jedinstvene dražesnosti u kojemu je ostvarena skladna ravnoteža građevina, vrtova, 20 baroknih crkava, samostana i brojnih malih kapela (passos) iz 18. stoljeća".

## Povijest
Na obalama sjeveroistočnog Brazila su obitavala plemena iz skupine Tupí, Caeté i Tupinambá, koja su često međusobno ratovala. Iako su Francuzi prvi došli u ovo područje, prvi su Portugalci utvrdili trajno naselje na brdu iznad jednog Caeté sela. Naselje Olinda je osnovao Duarte Coelho Pereira 1535. godine, a ubrzano je napredovalo zahvaljujući robovskom radu na plantažama šećerne trske koje su cvale zahvaljujući plodnom aluvijalnom tlu uz obalu.
Od 1614. godine Olinda je sjedište novoosnovane pokrajine Pernambuco čije je bogatstvo privuklo Nizozemce koji su je spalili 1630. god. Nizozemci vladaju Pernambucom od 1630. – 54. godine i grade veliki i pravilni grad Recife kao svoje središte. Kada su Portugalci povratili Pernambuco, Olinda se oporavila kao upravno središte Kapetanije i kulturno središte regije, u vječitom natjecanju s Recifeom koji je bio trgovačko i lučko središte. Naposljetku je ipak Recife postao glavnim gradom pokrajine 1827. godine, a jedan od razloga je bila i oružana pobuna lokalnog stanovništva protiv portugalske vlasti u Olindi 1817. godine. Olinda je ostala mjestom republikanske i revolucionarne aktivnosti, te izvorište bezuspješnih borbi za otcjepljenjem Brazila 1821. – 22., 1824., 1831. i 1848. god. Pernambuco je postao državom Brazilske Republike tek 1891. god.
Posljednjih desetljeća, Olinda kao grad umjetnosti, je mjesto brojnih obnova i potpunih restauracijskih projekata kao što su: Crkva Graça bivšeg Isusovačkog kolegija, te samostan do Carmo i Episkopalna palača. Izgradnja novih građevina je ograničena urbanističkim planom i zakonom o zaštiti kulturnih spomenika još 1979. godine.

## Znamenitosti
Bitno urbano tkivo Olinde datira iz 18. stoljeća, iako to uključuje i neke starije spomenike kao što je crkva São João koja je preživjela nizozemski napad 1630. god. Među važnijim zgradama su: Episkopalna crkva (Sé de Olinda), Isusovački kolegij i Crkva Graça, te franjevački (Nossa Senhora das Neves), karmelićanski, benediktinski (Mosteiro de São Bento) i drugi samostani; te manje crkve kao što su: Misericordia, Amparo i Sao João Batista.
Jedinstvena kvaliteta povijesnog središta proizlazi iz ravnoteže, koja je uglavnom sačuvana, između privatnih i javnih zgrada i vrtova ranih zemljišnih parcela. To je grad neočekivanih pregleda gdje se jedna od brojnih baroknih crkava i samostana ili brojnih malih kapela-oratorija (passos), iznenadno pojavi iza kuta druge. Profinjeni dekor ovih razmjernih arhitektonskih bisera u suprotnosti je s prelijepom jednostavnošću kuća koje su obojane živim bojama ili obložene keramičkim pločicama.
- Igreja do Carmo na brdu iznad mora
- Olindski karneval u četvrti Diretoria
- Olindska katedrala
- Benediktinski samostan
- Franjevački amostan

## Vanjske poveznice
- Službena stranica (port.)
- [*http://www.olinda.com.br  Arhivirana inačica izvorne stranice od 14. lipnja 2006. (Wayback Machine) Turistička stranica Olinde] (engl.)
- Video Olindskog karnevala

### Ostali projekti
|  | Zajednički poslužitelj ima još gradiva o temi Olinda |